# 한국색채문화재단
한국색채문화재단은 색채문화의 개선 운동을 추진하기 위하여 2006년 5월 1일 설립된 문화체육관광부 소관의 재단법인이다. 사무실은 경기도 성남시 분당구 코리아디자인센터 211에 있다.

## 주요 사업
- 색채문화 개선 사업
- 색채전문인력 양성